# توماس هاردي (سياسي)
توماس هاردي (بالإنجليزية: Thomas Hardy)‏ هو سياسي بريطاني (وحمل سابقاً جنسية مملكة بريطانيا العظمى والمملكة المتحدة لبريطانيا العظمى وأيرلندا)، ولد في 3 مارس 1752 في المملكة المتحدة، وتوفي في 11 أكتوبر 1832.

## روابط خارجية
- توماس هاردي على موقع الموسوعة البريطانية (الإنجليزية)